# Jens Egil Vikanes
Jens Egil Vikanes (Haugesund, 7 novembre 1958 – Haugesund, 4 febbraio 2017) è stato un calciatore norvegese, di ruolo difensore.

## Carriera
Vikanes ha vestito la maglia dell'Haugar, per cui ha esordito nel 1977. Ha fatto parte della squadra che ha raggiunto la finale del Norgesmesterskapet 1979, per poi arrendersi al Viking col punteggio di 2-1: nel corso di quella stessa sfida, ha realizzato un'autorete.
In virtù di questo risultato, l'Haugar ha partecipato alla Coppa delle Coppe 1980-1981, per via della contemporanea vittoria del campionato 1979 da parte del Viking. Vikanes ha giocato la prima partita in questa manifestazione in data 16 settembre 1980, venendo schierato titolare nel pareggio per 1-1 maturato sul campo del Sion.
Sempre nel 1980, l'Haugar ha centrato la promozione in 1. divisjon, massima divisione del campionato. Nel corso della sua militanza in squadra, ha totalizzato 511 presenze con questa maglia, diventando il secondo calciatore più presente nella storia dell'Haugar.
Malato di cancro, Vikanes è morto il 4 febbraio 2017, all'età di 58 anni, all'ospedale di Haugesund. Per lui era stata organizzata una raccolta fondi per il trattamento della malattia, ma l'improvviso deterioramento delle sue condizioni non ne ha permesso l'applicazione.